# Máy bán khoai tây chiên

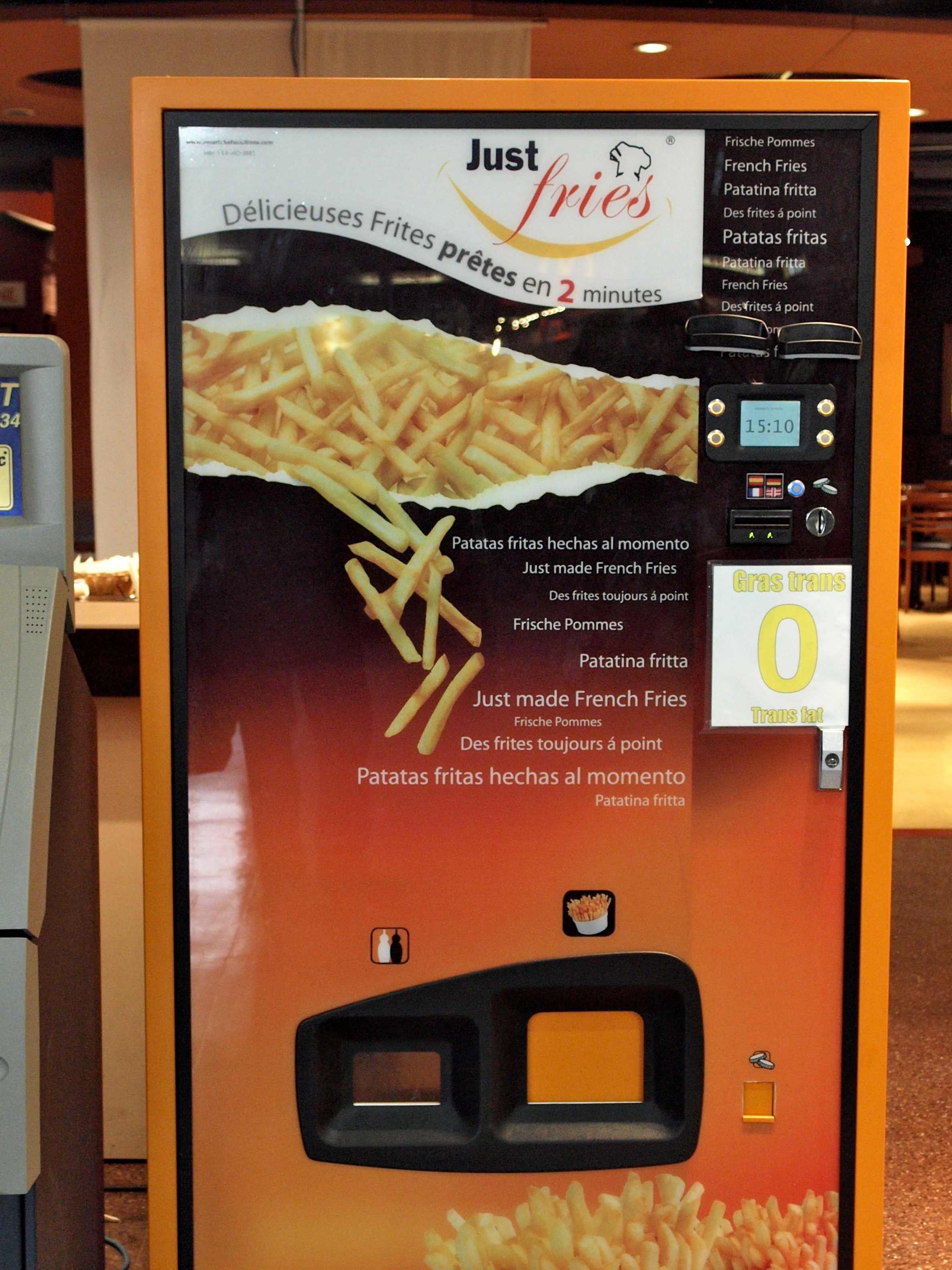
Một máy bán khoai tây chiên tự động nhãn hiệu Just Fries của Pháp tại Ga Trung tâm ở Montréal, Canada.

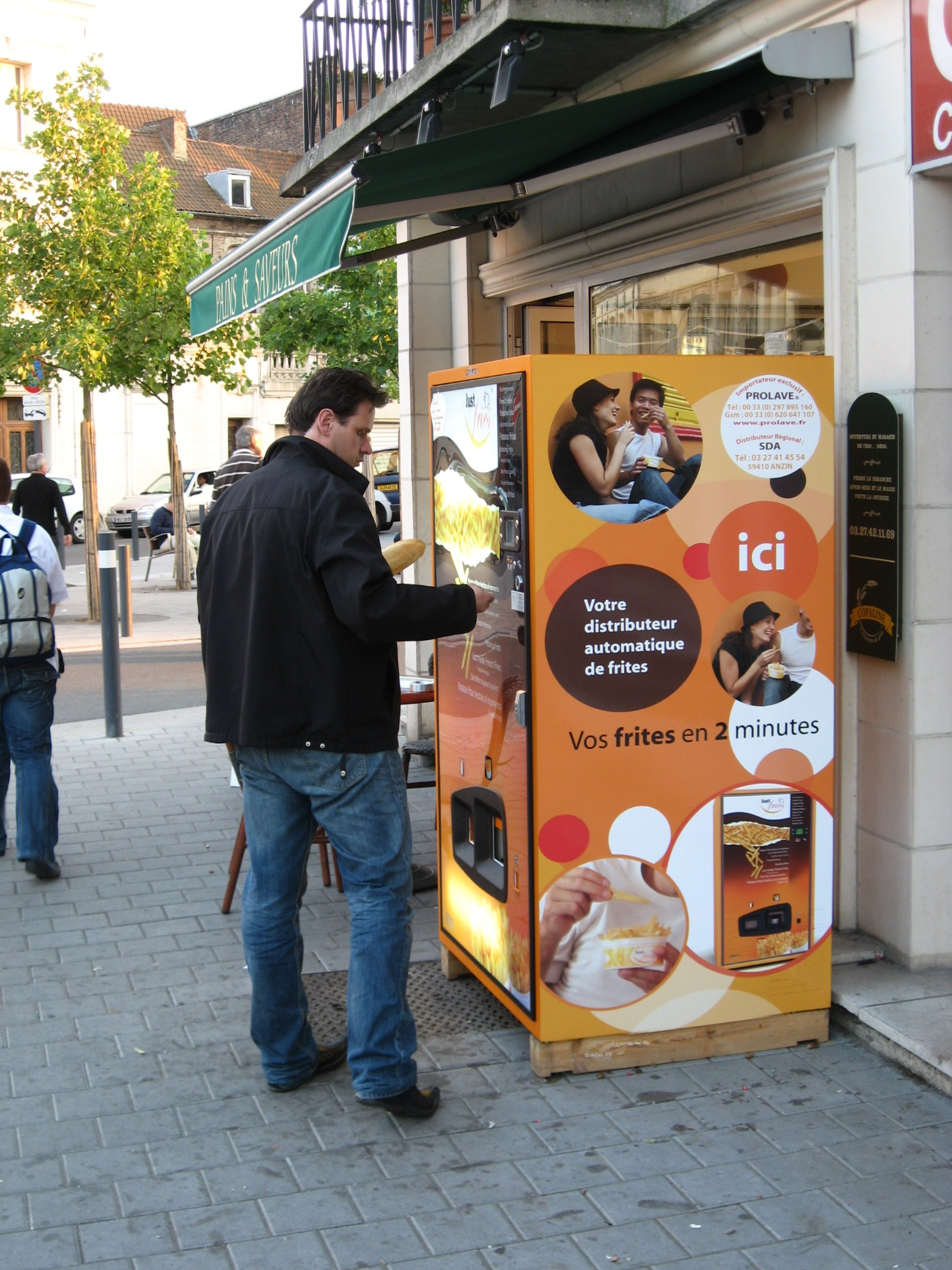
Máy bán khoai tây chiên nhãn hiệu Just Fries ở Valenciennes, Pháp nhìn từ một bên.

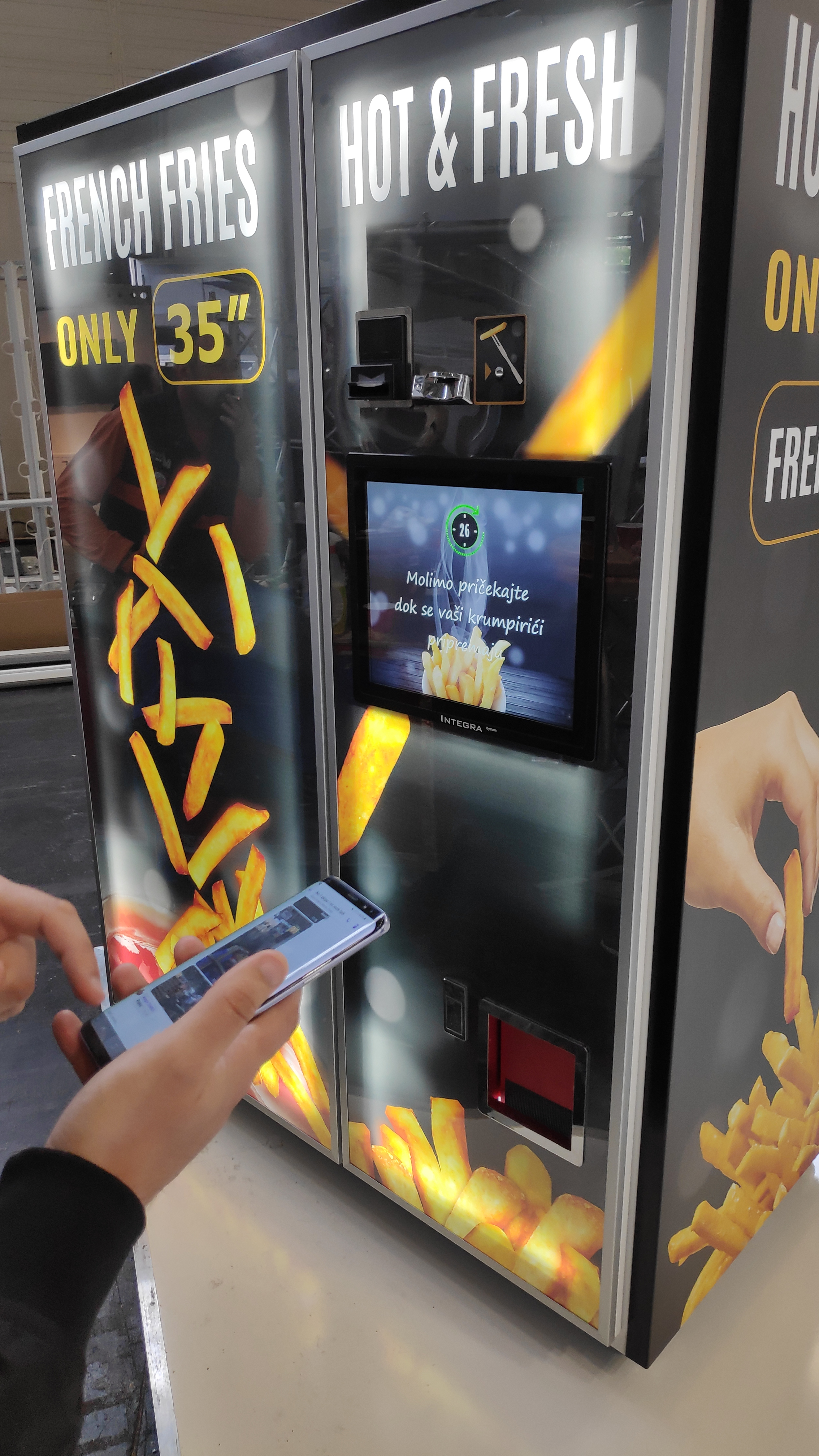
Máy bán khoai tây chiên của hãng Integra Saratoga phục vụ khoai tây chiên trong 35 giây tại Köln, Đức ở triển lãm Eu'Vend and coffeena năm 2019.

Máy bán khoai tây chiên là một loại máy bán hàng tự động phục vụ khoai tây chiên kiểu Pháp, hay gọi ngắn gọn là khoai tây chiên. Chiếc máy bán khoai tây chiên đầu tiên được phát triển vào khoảng năm 1982 bởi công ty Precision Fry Foods Pty Ltd. ở Úc. Một số công ty sau đó đã phát triển và sản xuất các mẫu và máy bán khoai chiên. Một chiếc máy nguyên mẫu cũng được phát triển tại Đại học Wageningen ở Hà Lan.

## Thương hiệu, nhà sản xuất và nguyên mẫu

### Lịch sử
Công ty Precision Fry Foods Pty Ltd. của Úc (hiện không còn tồn tại) đã thiết kế một chiếc máy bán khoai tây chiên tự động đầu tiên mang tên Mr. French Fry. Công ty đăng ký thiết kế của máy với chính phủ Úc vào tháng 1 năm 1982. Chiếc máy này sẽ nấu khoai tây chiên nóng trong vòng 60 giây và cần ba đồng xu 0.20 AUD. Một gói muối cũng được phục vụ kèm với món ăn bên dưới cốc đựng khoai tây chiên.
Một công ty khác có tên Houser Vending Co., Inc. sau đó đã phát triển một máy bán khoai tây chiên tự động, đặt tên là Mr. Crispy's. Máy được đặt ở nhiều địa điểm khác nhau như trong khuôn viên trường đại học và những nhà máy kể từ tháng 9 năm 1990. Khoai tây sẽ được chiên trong dầu hướng dương khoảng 40 giây trên nhiệt độ 365 °F (185 °C) và có thể phục vụ 500 suất khoai tây chiên trước khi thay dầu. Máy có tính năng tự động tắt phòng trường hợp gặp phải trục trặc và tích hợp cùng bình chữa cháy.

### Hiện tại
Beyondte Technology, một công ty có trụ sở tại tỉnh Thâm Quyến, Trung Quốc, đã bắt đầu phát triển một loại máy bán khoai chiên kiểu Pháp có tên Robo vào năm 2008, với khả năng phục vụ món khoai tây chiên nóng hổi trong khoảng 95 giây. Công nghệ của Beyondte sau đó đã được công ty Breaktime Solutions ở Bỉ mua lại. Tại đây máy được phát triển bởi các doanh nhân Bỉ và được thử nghiệm thực địa tại Bruxelles, Bỉ vào mùa hè năm 2012. Chiếc máy nặng 750 pound (340 kg) và có thể chiên khoai tây trong mỡ bò hoặc dầu ăn. Máy được bảo dưỡng và vệ sinh thủ công sau khi phục vụ khoảng 150 đơn hàng. Máy bán khoai tây chiên này đã có những bổ sung mới sau đó bao gồm việc lắp đặt một hệ thống thông gió sử dụng ba bộ lọc để giảm mùi phát ra từ máy. Tờ New York Post đã gọi chiếc máy bán khoai tây chiên Robo là "Rolls-Royce của những chiếc máy bán hàng tự động". Tính đến tháng 8 năm 2013, một cốc khoai tây chiên từ chiếc máy này có giá 3.50 USD.
E-Vend Technology, một công ty của Nga, đã sản xuất máy bán khoai chiên kiểu Pháp ở Trung Quốc và Israel bằng công nghệ của Hoa Kỳ. Chiếc máy sử dụng khoai tây chiên đông lạnh và nấu chúng trong khoảng 45 giây bằng khí nóng thay vì dầu ăn. Fotolook, sro, công ty có trụ sở tại Liptovský Mikuláš, Slovakia cũng rao bán những máy bán khoai chiên tự động.
Vào tháng 9 năm 2015 tại Đại học Wageningen ở Hà Lan, các sinh viên và doanh nhân đã giới thiệu một chiếc máy bán khoai chiên nguyên mẫu hoàn toàn chạy tự động, trong đó nấu các thanh khoai tây đông lạnh bằng cách chiên giòn chúng. Sản phẩm cuối cùng được phục vụ kèm với sốt mayonnaise, tương cà hoặc cà ri. Quá trình này mất khoảng hai phút từ đầu đến cuối và khoai chiên sẽ được đựng trong cốc giấy. Các thanh khoai tây được bảo quản ở trạng thái đông lạnh bên trong máy ở nhiệt độ −18 °C (0 °F) và chiên trong dầu ở 180 °C (356 °F). Chiếc máy sử dụng một hệ thống phân phối khoai tây thiết kế đặc biệt để tránh khiến khoai tây chiên bị dập hoặc gãy. Tính đến tháng 9 năm 2015, chỉ có một chiếc máy duy nhất đang hoạt động, được đặt tại Đại học Wageningen. Việc đặt đơn hàng được thực hiện qua màn hình cảm ứng; một cái nĩa và gói muối cũng được cung cấp trong chiếc hộp riêng.

## Thư viện ảnh

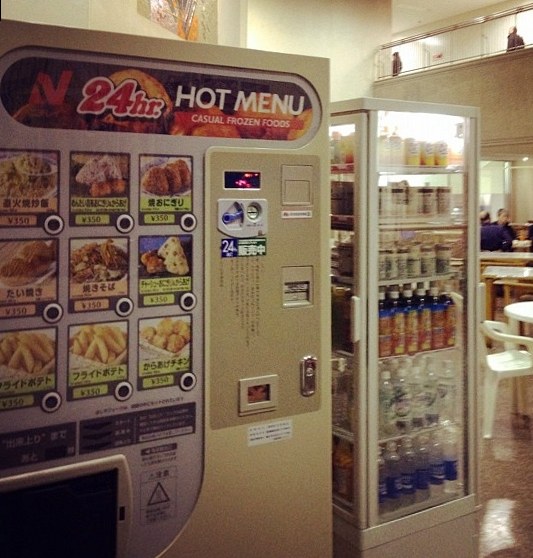
Một máy bán hàng tự động ở Nichirei phục vụ khoai tây chiên đã được nấu sẵn (Tokyo, 2012)
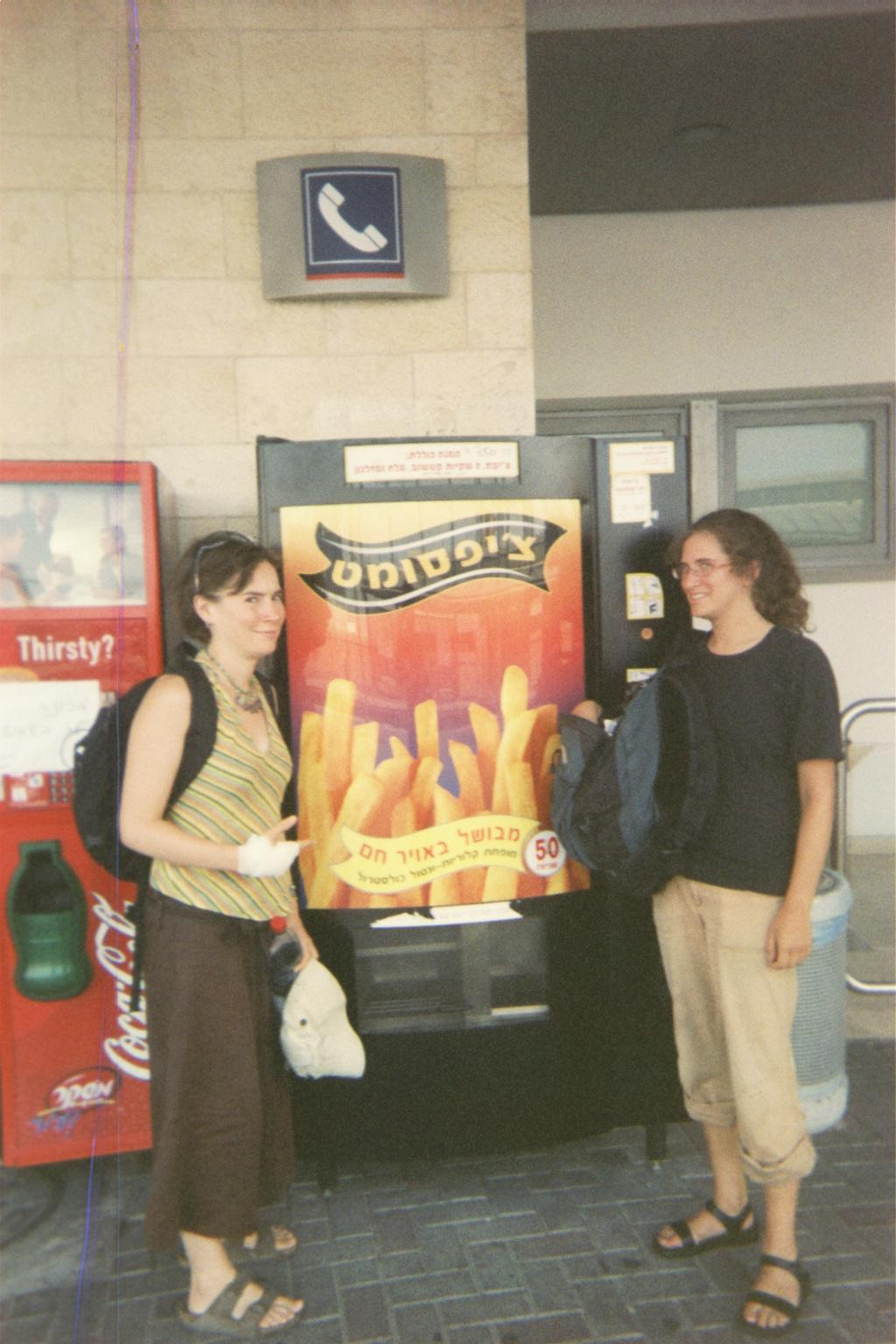
Một máy bán khoai chiên kiểu Pháp tự động ở Safed, Israel (2005)
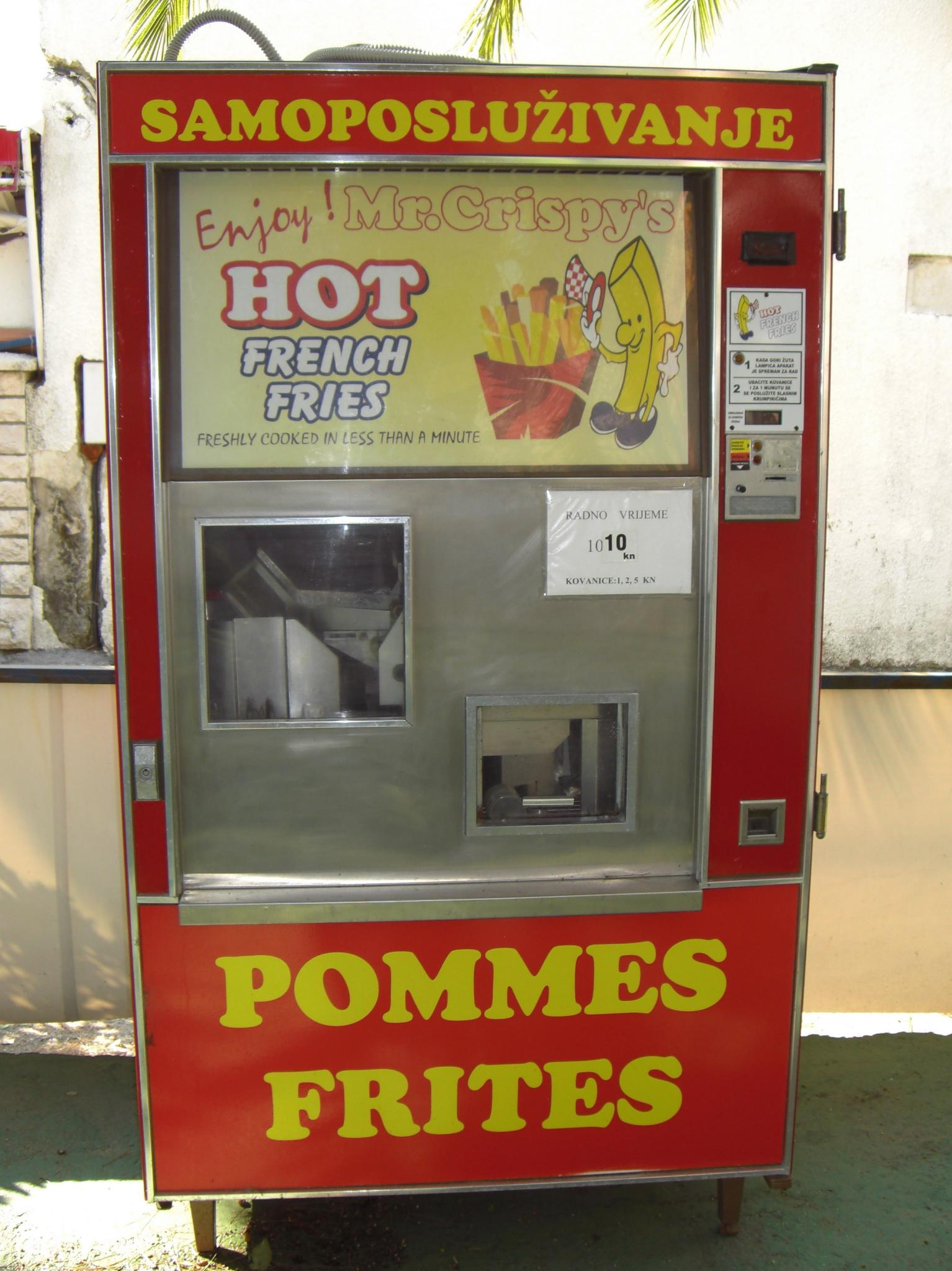
Một máy bán khoai tây chiên tại Zaostrog, Croatia